# 1906 في الأوروغواي
فيما يلي قوائم الأحداث التي وقعت خلال عام 1906 في الأوروغواي.

## رياضة
- 1 يناير – الدوري الأوروغواياني لكرة القدم 1906 الفائز مونتيفيديو واندررز.

## مواليد

### مارس
- 20 مارس – روبرتو فيغيروا لاعب كرة قدم أوروغواياني.

### يونيو
- 26 يونيو – خوان كارلوس كالفو لاعب كرة قدم أوروغواياني.

### نوفمبر
- 14 نوفمبر – خورخي رولاند مبارز بالسيف أوروغواياني.
- 22 نوفمبر – بينيتو إراولا ناردون[1]
- 25 نوفمبر – لياندرو غوميز لاعب كرة سلة أوروغواياني.

## وفيات

### يناير
- 1 يناير – بيدرو فاريلا (مواليد 1837) سياسي أوروغواياني.[2]